# Sílvia Fuster Alay
Sílvia Fuster Alay (Sabadell, 30 de mayo de 1974) es una política española. Miembro de Partido Demócrata Europeo Catalán, fue alcaldesa de Barberá del Vallés desde 2015, donde presidió la Alcaldía-Presidencia de Barberá del Vallés con su partido, PCPB, y JuntsxBarberà y ERC.
Ha sido la alcaldesa de Barberá del Vallés entre 2015 y 2019, Presidenta de la PCPB y concejala desde la legislatura de 2007 y portavoz de PCPB de la legislatura 2011 - 2015 siendo la jefa de la oposición.
Consejera Metropolitana en el Área Metropolitana de Barcelona, de 2015 a 2019.
Desde enero de 2021 ejerce como concejal no adscrita en el Ayuntamiento de Barberá del Vallés,en la legislatura 2019-2023. 
Es miembro de la Comisión de Servicios Generales y Servicios Públicos, de la Comisión de Territorio y Medio Ambiente, Promoción económica, Comercio Y Ocupación y de la Comisión de Derechos Civiles i Ciudadanía.
Militante del Partido Demócrata Europeo Catalán.
Candidata número 7 por Barcelona a las Elecciones Autonómicas al Parlamento de Catalunya de febrero de 2021.
Consejera Nacional del ámbito de salut en el Partido Demócrata Europeo Catalán.
Miembro del ejecutivo de la Vegueria de las Comarcas de Barcelona y Miembro del ejecutivo comarcal del Vallés Occidental.
Actualmente es Miembro de la Dirección Ejecutiva Nacional de CENTREM, Partido Político liderado por Àngels Chacón i Feixas. Es la responsable del Ámbito de Salud y Miembro del Ámbito de Municipios del Área Metropolitana de Barcelona.

| Predecesor: Ana del Frago Barés | Alcaldesa de Barberá del Vallés 2015-2019 | Sucesor: Xavier Garcés |